# Jeannot Ahoussou-Kouadio
Jeannot Ahoussou-Kouadio (ur. 6 marca 1951 w Raviart) – iworyjski polityk, minister przemysłu w latach 2002–2005 oraz minister sprawiedliwości od 2010 do 2012. Premier Wybrzeża Kości Słoniowej od 13 marca do 21 listopada 2012.

## Życiorys
Jeannot Ahoussou-Kouadio urodził się w mieście Raviart w środkowej części Wybrzeża Kości Słoniowej. W 1977 ukończył prawo na Université de Cocody w Abidżanie. W następnym roku uzyskał Dyplom Wyższych Studiów Specjalistycznych (DESS) w dziedzinie zarządzania w Rennes. W 1980 uzyskał certyfikat zawodu adwokata (CAPA). W roku następnym rozpoczął praktykę adwokacką w Abidżanie. 
W życie polityczne zaangażował się w 1970, kiedy został członkiem Ruchu Studentów i Uczniów Wybrzeża Kości Słoniowej (Mouvement des Etudiants et Elèves de Côte d'Ivoire, MEECI) w liceum w Bouaké, organizacji założonej z inicjatywy rządzącej Partii Demokratycznej Wybrzeża Kości Słoniowej (PDCI). Od 1975 do 1977 był przewodniczącym MEECI na Wydziale Prawa Université de Cocody oraz w departamencie Didiévi. W latach 1985–1990 pełnił funkcję radnego w tym departamencie. Od 1990 do 1995 był przewodniczącym PDCI w mieście Cité Fairmont oraz zastępcą mera w mieście Attecoubé. 
W 1999 został członkiem Rady Społecznej i Gospodarczej Wybrzeża Kości Słoniowej. W czasie wyborów w grudniu 2000 uzyskał mandat deputowanego do Zgromadzenia Narodowego z ramienia PDCI w okręgu Didiévi i Tie-N'Diekro. W 2002, w czasie XI Kongresu PDCI, został mianowany zastępcą sekretarza generalnego, będąc odpowiedzialnym za sprawy prawne. 
5 sierpnia 2002 objął stanowisko ministra przemysłu i promocji sektora prywatnego w rządzie jedności narodowej, które zajmował do grudnia 2005. W 2010 pełnił funkcję szefa sztabu wyborczego Henriego Konana Bédiégo w czasie kampanii przed wyborami prezydenckimi. Po zajęciu przez Bédiégo trzeciego miejsca w pierwszej turze wyborów i poparcia kandydatury Alassane'a Ouattary, został zastępcą sztabu wyborczego tego drugiego. 
Po wyborach, w których zwycięstwo ogłosili równolegle Ouattara oraz Laurent Gbagbo, wszedł w skład rządu powołanego przez prezydenta Ouattarę, uznawanego za prawowitego zwycięzcę wyborów przez społeczność międzynarodową. 5 grudnia 2010 został mianowany przez niego ministrem stanu, prokuratorem generalnym oraz ministrem sprawiedliwości i praw człowieka w rządzie Guillaume’a Soro. 
Po rezygnacji ze stanowiska przez Soro, 13 marca 2012 prezydent Ouattara mianował go na stanowisko nowego szefa rządu, wypełniając w ten sposób umowę koalicyjną z PDCI. W nowym rządzie Ahoussou-Kouadio zachował tekę ministra sprawiedliwości. 
14 listopada 2012 jego rząd został zdymisjonowany przez prezydenta, czego oficjalnym powodem były pogłębiające się różnice między dwoma koalicjantami – prezydenckim Zgromadzeniem Republikanów oraz Partią Demokratyczną Wybrzeża Kości Słoniowej. Dymisja nastąpiła po odrzuceniu przez PDCI zmian w prawie małżeńskim, przyznających kobietom funkcję głowy rodziny na równi z mężczyznami, wraz z wynikającymi z tego wszelkimi uprawnieniami do podejmowania decyzji. 21 listopada 2012 stanowisko premiera objął minister spraw zagranicznych Daniel Kablan Duncan, a następnego dnia powołany został nowy rząd.